# Eugène Rapp
Pour les articles homonymes, voir Rapp.
Eugène Heimburger, connu sous le nom de plume d’Eugène Rapp, né le 4 avril 1863 à Strasbourg et mort le 14 décembre 1889 à Paris, est un dessinateur de presse, journaliste et illustrateur français.

## Biographie
Fils de Christine Engel et de Thiébaud Heimburger, ferblantier, Eugène Heimburger est né le 4 avril 1863 à Strasbourg, au no 12 de la rue des Bestiaux.
Après avoir servi les plombiers sur les toits, Eugène est âgé de treize ans lorsqu'il est mis en apprentissage chez un éditeur de musique parisien. Autodidacte, il s'exerce au dessin avant de travailler pour la presse parisienne dans les années 1880.
Il réalise ainsi des portraits, des compositions allégoriques et des dessins d'actualité pour plusieurs journaux. Entré au Cri du peuple sur la recommandation de Léon Cladel, il collabore également à la Vie moderne et à l’Intransigeant. Connu pour ses croquis d'audience, publiés notamment par le Figaro, il est également chroniqueur judiciaire au Cri du peuple ainsi qu'à la Jeune république et adhère à l'Association de la presse judiciaire parisienne.
Fin novembre 1886, Rapp couvre pour le Cri du peuple une réunion politique organisée au Tivoli-Vauxhall par le sénateur Tolain, qu'il vient de dessiner en Judas en tant que renégat du socialisme. Les socialistes ayant provoqué une bagarre, la police intervient et arrête plusieurs personnes, dont Rapp. En décembre 1886, celui-ci est condamné à huit jours de prison pour avoir donné deux coups de parapluie à une personne qui prêtait main-forte aux agents de police. Comme plusieurs de ses confrères du Cri du peuple, Rapp semble par la suite se rapprocher du boulangisme et collabore à La Cocarde.
Souffrant de tuberculose, Rapp est recueilli et soigné par Séverine au no 142 de la rue Montmartre. Frappé d'une hémorragie interne survenue en toussant, il meurt le 14 décembre 1889. Il est inhumé au cimetière de Pantin en présence de nombreuses personnalités du journalisme et des lettres. Présent dans l'assistance, le chansonnier Aristide Bruant s'inspire de ce moment pour composer les vers de Fantaisie triste.

## Ouvrages illustrés par Rapp
- Ch. d'Arcis, Les Tribunaux cocasses : la correctionnelle pour rire, Paris, librairie illustrée, 1888.
- Association de la presse judiciaire parisienne, Les Contes du palais, vol. 3, Marpon et Flammarion, 1889.
- Pillard d'Arkaï (Louis-Joseph Pillard, dit Léo d'Arkaï), Pélagie, Paris, La France, 1889.
- Victor Meusy, Chansons d'hier et d'aujourd'hui, Paris, Ferreyrol, 1889.
- Léon Cladel, Seize morceaux de littérature, Paris, Dentu, 1889.